# Marcus Vinícius Dias
Marcus Vinícius Dias (Rio de Janeiro, 22 de janeiro de 1923 – , 1992) foi um jogador brasileiro de basquetebol. 
Representou o país nos Jogos Olímpicos de Verão de 1948, em Londres, no Reino Unido. Marcus Vinícius integrou a equipe que conquistou a medalha de bronze, a primeira em esportes coletivos para o Brasil em uma Olimpíada. Além da medalha olímpica, conquistou o título sul-americano de 1945, no Equador, com a seleção brasileira.